# Kyra Daniela Hoffmann
Kyra Daniela Hoffmann (* 1971 in Neuss) ist eine deutsche Autorin und Heilpraktikerin. Sie veröffentlicht regelmäßig Artikel zu diversen alternativmedizinischen Themen und ist Co-Autorin verschiedener Bücher.

## Bücher (Auswahl)
- Der Burnout-Irrtum, Systemed Verlag, 6. Auflage 2016 (mit Uschi Eichinger)
- Die Anti-Stress-Ernährung, Systemed Verlag, 2. Auflage 2014 (mit Uschi Eichinger)
- Krytopyrrolurie, Oberhachinger Verlagsgruppe, 2. Auflage 2015 (mit Sascha Kauffmann)
- KPU-HPU – 100 Fragen, Oberhachinger Verlagsgruppe, 1. Auflage 2015 (mit Sascha Kauffmann)
- Jod – Schlüssel zur Gesundheit, Systemed Verlag, 2. Auflage 2016 (mit Sascha Kauffmann)
- Das Jod-Ernährungsbuch, Systemed Verlag, 1. Auflage 2017 (mit Sascha Kauffmann und Anno Hoffmann)
- Cellsymbiosistherapie, 1. Auflage 2016 (mit Sascha Kauffmann und Dirk Wiechert)

| Personendaten    | Personendaten                                             |
| ---------------- | --------------------------------------------------------- |
| NAME             | Hoffmann, Kyra Daniela                                    |
| KURZBESCHREIBUNG | deutsche Autorin, Medizinjournalistin und Heilpraktikerin |
| GEBURTSDATUM     | 1971                                                      |
| GEBURTSORT       | Neuss                                                     |